# Sylvia Jebiwott Kibet
Sylvia Jebiwott Kibet (n. 28 martie 1984, Kapchorwa, Regiunea Estică, Uganda) este o sportivă ce a reprezentat Kenya, medaliată olimpică. A participat la o ediție a Jocurilor Olimpice (2008) în care a câștigat o medalie de bronz.